# Det Norske Veritas
Det Norske Veritas (DNV) er et norsk selskab, som har til formål at arbejde for sikring af liv, værdier og miljø. 
Hovedkontoret ligger i Høvik et stykke udenfor Oslo. Internationalt har selskabet kontorer i over 100 lande.

## Selskabet
- Er organiseret som en uafhængig stiftelse og er en ledende international leverandør af forskellige tjenester.
- Har omkring 15.000 ansatte og blev stiftet i 1864. 
- CEO er Remi Eriksen 

## Opgaver
- Klassifikation af skibe.
- Certificering af ledelsessystemer, blandt andet kvalitetsstyring i henhold til ISO 9001 standarden.
- Certificering og konsulenttjenester indenfor energisystemer bl.a. vindmøller og offshore installationer.
- Konsulentbistand indenfor skibsfart og industri.
- Risikostyring.

## Ekstern henvisning
- Hjemmeside, Det Norske Veritas Arkiveret 1. september 2012 hos  Wayback Machine

| Firma | Spire Denne artikel om et firma eller en virksomhed i Norge er en spire som bør udbygges. Du er velkommen til at hjælpe Wikipedia ved at udvide den. |

59°53′17.2″N 10°33′45.1″Ø / 59.888111°N 10.562528°Ø